# Dreamcast
A Dreamcast (ドリームキャスト; Hepburn: Dorīmukyasuto) egy otthoni videójáték-konzol, melyet a Sega adott ki 1998. november 27-én Japánban, 1999. szeptember 9-én Észak-Amerikában, illetve 1999. október 14-én Európában. A videójáték-konzolok hatodik generációjának első tagja, megelőzve a PlayStation 2-t, az Xbox-ot és a GameCube-ot. A Sega jelenlegi legutolsó otthoni konzolja, nem jelent meg utódja, miután a Dreamcast gyártását leállították.
Szemben a sikertelen Sega Saturn drága hardverével a Dreamcastot költséghatékonyabbnak tervezték a már elérhető hardverével, köztük a Hitachi SH–4 CPU-jával vagy a NEC PowerVR2 GPU-jával. Mivel a Sega hírnevét beárnyékolták a korábbi kereskedelmi bukások, ezért a cég úgy döntött, hogy a nevét nem tünteti fel a konzol külsején. Erős marketingkampánnyal megtámogatva a Dreamcast igen sikeres nyitánynak örvendhetett az Egyesült Államokban, de a rendszer iránti érdeklődés hamar alábbhagyott, amint a Sony elkezdte gerjeszteni a PlayStation 2 körüli felhajtást. Az eladások több árcsökkentés után sem tudták elérni a Sega várakozásait és a cég továbbra is jelentős pénzügyi veszteségeket könyvelhetett el. A cég vezetésében történő változások után a Sega 2001. március 30-án leállította a Dreamcast gyártását, és külsős kiadónak szervezte át magát. Összességében 10,6 millió Dreamcast-egységet adtak el világszerte.
Ugyan a Dreamcast rövid élettartamú volt és korlátozott külsős támogatást kapott, azonban a kritikusok szerint a konzol megelőzte a korát. Játéktára több kreatívnak és innovatívnak tartott játékot, köztük a Crazy Taxit, a Jet Set Radiot vagy a Shenmue-t, valamint számos jó minőségű portot is tartalmazott a Sega NAOMI játéktermi rendszerről. Ezek mellett a Dreamcast volt az első konzol beépített modemmel az internettámogatáshoz és az internetes játékhoz.

## Történelme

### Háttér
Az 1988-ban megjelent Sega Mega Drive (Észak-Amerikában „Genesis” néven ismert) volt a Sega indulója a videójáték-konzolok negyedik generációjában. 40 millió eladott konzollal a Sega mindössze 9 millió konzollal adott el kevesebbet, mint amennyi legfőbb riválisukból, a Super Nintendo Entertainment System kelt el. A Mega Drive utódja, a Sega Saturn 1994-ben jelent meg Japánban. A Saturn egy CD-ROM-alapú konzol, mely 2D és 3D számítógépes grafikát is képes volt megjeleníteni, de a bonyolult dupla-CPU felépítése miatt nehezebb volt rá programozni, mint elsőszámú vetélytársára, a Sony PlayStationre. Annak ellenére, hogy a Saturn mind Japánban, mind az Egyesült Államokban korábban jelent meg, mint a PlayStation, azonban a meglepetésszerű amerikai nyitányát – ami négy hónappal korábban történt, mint azt eredetileg tervezték – beárnyékolta az alacsony leszállított darabszám, ami később is folyamatos problémát jelentett a rendszernek. Mindezek mellett a Sega korai nyitányát azonnal aláásta a Sony ezzel egyidejű bejelentése, miszerint a PlayStation 299 USA-dolláros áron kerül forgalomba – szemben a Saturn 399 dolláros nyitóárával. A Nintendo hosszadalmas késlekedése egy konkurens 3D konzol megjelentésével, illetve a Sega gyengécskén támogatott Mega Drive-kiegészítők (elsősorban a Sega 32X) által megcsorbított hírneve lehetőséget biztosított arra, hogy a Sony megvesse a lábát a piacon. A PlayStation a nyitányakor azonnal sikeres lett, részben a masszív reklámkampányának, ami „viharként söpörte el a játékpiacot”, valamint a Sony kiváló fejlesztői eszközeinek és a nagyvonalú 10 dolláros licencelési díjának köszönhető erős külsős támogatásnak hála. A Sony sikereit tovább segítette az árháború, melyben a Sega a Saturn árát először $399-ról $299-ra, majd $299-ról $199-ra csökkentette, hogy így megegyezzen a konzol ára a PlayStationével, még annak ellenére is, hogy a Saturn hardverét drágább volt legyártani és a PlayStation nagyobb játéktárt élvezhetett. A Saturn hardverén való veszteségek is hozzájárultak a Sega pénzügyi problémáihoz, melyben a cég bevétele az iparági visszaesés részeként az 1992 csúcsáról egészen 1995-ig hanyatlott, és a Sega Saturnra való összpontosítása a Genesisszel szemben megakadályozta azt abban, hogy teljes mértékben kiaknázza a 16 bites piac folytonos erejét.

A japán Sega anyacéggel szembeni hosszas nézeteltérések miatt az amerikai Sega leányvállalat vezérigazgatója, Tom Kalinske egyre érdektelenebbé vált munkakörében. 1996. július 16-án a Sega bejelentette, hogy Irimadzsiri Sóicsirót nevezték ki a Sega of America elnökévé és vezérigazgatójává, míg Kalinske szeptember 30. után otthagyja a vállalatot.. A Sega azt is bejelentette, hogy David Rosen, a Sega Enterprises társalapítója és Nakajama Hajao, a Sega of Japan vezérigazgatója lemondott a Sega of America elnöki, illetve társelnöki pozíciójáról, bár mindketten a cégnél maradtak. Bernie Stolart, a Sony Computer Entertainment of America egykori vezetőjét nevezték ki a Sega of America termékfejlesztéssekkel és a külsős cégekkel való kapcsolatok ápolásáért felelős ügyvezető alelnökének. Stolar nem támogatta a Saturnt, mivel elgondolása szerint annak hardvere hanyag tervezés eredménye, és az 1997-es E3-on bejelentette, hogy „a Saturn nem a mi jövőnk.” A Nintendo 64 megjelenése után a Saturn és a Sega 32 bites szoftvereladásai élesen csökkentek. 1997 augusztusára a Sony a konzolpiac 47 százalékát, a Nintendo 40 százalékát, ezzel szemben a Sega mindössze csak 12 százalékát irányította. Sem az árcsökkentések, sem a nagy horderejű játékmegjelenések sem bizonyultak hasznosnak a Saturn sikerének fellendítésében. 1997 telén a Saturn észak-amerikai gyenge teljesítménye miatt a Sega of America kétszáz alkalmazottjából hatvanat elbocsátottak.
1998 márciusáig a Sega jelentése szerint $309 milliós veszteséget könyvelhettek el a Saturnon, így annak utódjára, a Dreamcastra kezdtek összpontosítani. Az 1998-as évben a Sega további $450 millió veszteséget halmozott fel. Stolar elmondása szerint a Saturn felhagyása melletti döntését a Sega veszteségei és egy új csapattal való újjáépülés iránti vágya miatt hozta meg. A Saturn felhagyása miatti döntése okán a nyugati piac gyakorlatilag több, mint egy éven át Sega-játékok nélkül maradt. A megjelenés előtt álló Dreamcastról szóló pletykák még az utolsó Saturn-játékok megjelenése előtt felröppentek.

### Fejlesztés
Már 1995-ben, nem sokkal a Saturn megjelenése után, olyan pletykák láttak napvilágot, miszerint a Sega Lockheed Martinnal karöltve fog elkészíteni egy új grafikus feldolgozóegységet. Míg a Sega Saturn vesztésre állt a PlayStationnel szemben, addig Irimadzsiri elhatározta, hogy a cég belsős hardverfejlesztői részlegén kívül kezd körülnézni egy új konzol elkészítéséhez. 1997-ben Irimadzsiri felkérte az International Business Machines Jamamoto Tatcuóját, hogy egy tizenegy fős csapat élén dolgozzanak egy titkos hardverprojekten, a „Blackbelt”-en (fekete öv) az Egyesült Államokban. A jelentések eltérnek arról, hogy a Szató Hideki által vetényelt belsős csapat hogyan fogott bele a Dreamcast hardverének fejlesztésébe; az egyik jelentés szerint a japán Sega anyavállalat mindkét csapatot megbízta a feladattal, míg egy másik szerint Szatót zavarta Irimadzsiri azon döntése, miszerint külsőleg kezdik meg a fejlesztést, így arra utasította a hardvercsapatát, hogy ők is fogjanak bele a fejlesztésbe. Szató és a csapata a Hitachi SH–4 processzorfelépítés és egy a NEC által gyártott VideoLogic PowerVR2 grafikai processzor mellett döntött az alaplapjuk fejlesztése során. A kezdetben „Whitebelt” (fehér öv) néven ismert projekt később „Dural” kódnéven futott tovább a Sega Virtua Fighter sorozatából ismert női fém harcosa után.
Jamamoto és csapata 3dfx Voodoo 2 és Voodoo Banshee grafikai processzorok, valamint egy Motorola PowerPC 603e központi feldolgozóegység (CPU) mellett tették le a voksukat, de később az SH–4 chip használatára utasították őket. Mindkét processzor „off-the-shelf” (már elérhető) komponensként volt elkönyvelve. 1997-ben a 3dfx megkezdte IPO-jét és a jogi kötelezettségek eredményeként nyilvánosságra hozták a Segával kötött szerződésüket, így az új konzol fejlesztését is. A Sega of Japan vezetőit felbosszantotta ez. Végül a Dural lapkakészlet felhasználása mellett döntöttek, s a Sega elhatározta, hogy megszünteti kapcsolatát a 3dfx-szel. Charles Bellfield a Sega of America egykori kommunikációért felelős vezérigazgatója és a NEC egykori márkaigazgatója szerint a NEC megoldásának használatával megalkotott játékprezentációk megmutatták az SH–4 és a PowerVR felépítés által nyújtott teljesítményt és alacsony költségeket, továbbá azt is hozzáfűzte, hogy „a Sega NEC-vel – egy japán céggel – való kapcsolata is talán nyomhatott valamit a latba.” Stolar ezzel szemben úgy érezte, hogy „az amerikai verziót, a 3Dfx-verziót kellett volna használni. Japán a japán változatot akarta. Japán nyert.” Ennek eredményeként a 3dfx szerződésszegésre hivatkozva pert indított a Sega és a NEC ellen is, ám végül az ügy peren kívül rendeződött. A PowerVR felépítés használata mellett tanácstalan lett az Electronic Arts (EA), a Sega-konzolok egyik hosszútávú fejlesztőstúdiója; az EA már befektetett 3dfx-be, azonban ismeretlen volt számukra a választott architektúra, ami a jelentések szerint kevésbé volt erős. Hagivara Siro, a Sega hardverrészlegének egyik általános igazgatója és Ian Oliver, a Cross Products Sega leányvállalat ügyvezető igazgatója szerint egy hosszas tanácskozás után azért esett a választás a még fejlesztés alatt álló SH–4-re, mivel az volt az egyetlen elérhető processzor, amely „képes alkalmazkodni a megkívánt 3D geometriai számítási teljesítmény leadásához.” 1998 februárjára a Duralt a japán kard után átnevezték Katanára,) bár bizonyos hardverspecifikációk, így a véletlen hozzáférésű memória (RAM) sem volt még kőbe vésve.
A Sega tudva, hogy a magas előállítási költségek és bonyolult hardver visszavetette a Sega Saturnt, így a Dreamcasttal más megközelítést választottak. A Dreamcast, hasonlóan a korábbi Sega-konzolokhoz az intelligens alrendszerek köré lett építve, melyek egymással párhuzamosan működnek, de kiválasztott hardver jobban összhangban volt egy személyi számítógép hardverével, mintsem egy videójáték-konzoléval, ezzel is csökkentve a rendszerköltségeket. Damien McFerran szerint „az alaplap egy tiszta, rendezett tervezés és a kompatibilitás remekműve.” Ókava Iszaót, a Sega anyacégének, a CSK Holdings Corporationnek elnökét Brad Huang kínai közgazdász és a Sega.com későbbi vezérigazgatója rábeszélte, hogy minden rendszer tartalmazzon egy modemet, annak ellenére, hogy Okava csapata jelentős mértékben ellene volt az egységenkénti további 15 dolláros költségnek. Az otthoni adatszolgáltatásban végbe menő hirtelen változásokat figyelembe véve a Dreamcast modeme modulárisra lett tervezve. A Sega a GD-ROM médiaformátumot választotta a rendszerhez. A GD-ROM, melyet a Yamaha Corporation fejlesztett közösen, tömeggyártásban hasonló áron lehet gyártani, mint a sima CD-ROM-ot, ezzel megkerülve a DVD-ROM technológia nagyobb költségeit. Mivel a GD-ROM formátum körülbelül 1 GB adat tárolására képes, ezért a Dreamcast-játékok 650 MB-os CD-ROM-ra való illegális másolása néha bizonyos játékelemek eltávolítását vonta magával, bár ez nem akadályozta meg a Dreamcast-szoftverek másolását. A Microsoft a Windows CE egy egyedi Dreamcast-verzióját fejlesztette DirectX API-val és dinamikus csatolású könyvtárakkal, ezzel könnyűvé téve a Windows-játékok portolását a platformra, bár végül a programozók a Sega fejlesztői eszközeit részesítették előnyben a Microsoftéval szemben. A Dreamcast ugyanazon technológiák köré épült, mint a Sega akkori legújabb játéktermi rendszere.
A Sega egy nyilvános versenyt hirdetett az új rendszer elnevezésére és több, mint 5000 különböző nevezés átnézése után esett a választásuk a „Dreamcastra”. Eno Kendzsi japán játékfejlesztő állítása szerint ő adta be a nevet, azonban állítása nem lett megerősítve.[forrás?] Mivel a Saturn rossz fényt vetett a Sega hírnévre, így a cég úgy döntött, hogy eltávolítja a nevét a konzolról, hasonlóan a Sony megközelítéséhez a PlayStationhöz, azonban Irimadzsiri vezetősége végül mégiscsak úgy döntött, hogy megtartják a Sega logóját a Dreamcast külsején. A Sega több, mint US$50–80 milliót költött hardverfejlesztésre, $150–200 milliót szoftverfejlesztésre és $300 milliót a nemzetközi promócióra – mely összeget Irimadzsiri, a Honda egykori vezetője humorosan az új autók tervezéséhez szükséges beruházásokhoz hasonlította.

### Nyitány
A Sega annak ellenére, hogy masszív veszteségeket könyvelt el a Saturnon, köztük egy 75 százalékos esést a féléves profitokból pont a Dreamcast japán megjelenése előtt, a cég mégis magabiztos volt új rendszerével szemben. A Dreamcast jelentős érdeklődést keltett és nagyszámú előrendelést vonzott. Az NEC azonban a megjelenés előtt bejelentette, hogy küszködnek a PowerVR lapkakészlet legyártásával a gyártási folyamat nagyarányú hibaszázaléka miatt. Ennek eredményeképp a Sega nem tudta teljesíteni a tervezett leszállítási darabszámot a Dreamcast japán nyitányára. Mivel a korlátozott készlet több, mint felér előrendelték, ezért a Sega leállította az előrendeléseket Japánban. 1998. november 27-én JP¥29 000-es áron a Dreamcast megjelent Japánban, és a nap végére a teljes készlet elfogyott. Azonban a négy elérhető nyitócím közül csak az egyik, a Virtua Fighter 3 – „hírhedten elfuserált” – portja fogyott jól. A Sega számításai szerint a megfelelő készlet mellett további 200 000–300 000 Dreamcast-egységet tudtak volna eladni. Kulcsfontosságú Dreamcast-címek, köztük a Sonic Adventure vagy a Sega Rally Championship 2, melyek megjelenését elhalasztották, a következő hetekben jelentek meg, azonban az eladások továbbra is lassabbak voltak a vártnál. Irimadzsiri reményei szerint 1999 végig több, mint 1 millió Dreamcastot adtak volna el Japánban, de kevesebb, mint 900 000 kelt el, ezzel aláásva a Sega kísérleteit, hogy elegendő felhasználói bázist építsenek ki, ezzel biztosítva a Dreamcast túlélését a konkurencia megérkezése után. Több jelentés is érkezett csalódott japán fogyasztókról, akik visszavitték a Dreamcastjaikat és a pénzvisszatérítésből további PlayStation-címeket vásároltak. Az 1999 júliusában megjelent Seamant tartják a Dreamcast első nagy sikerének Japánban. A nyugati megjelenés előtt a Sega a Dreamcast árát JP¥19 900-re csökkentette, ezzel gyakorlatilag a hardvert önmagában veszteségessé tette, viszont megnövelte annak eladásait. Az árcsökkenés és a Namco Soul Caliburjának megjelenésének hála a Sega részvényei 17 százalékot növekedtek.
A Sega of America a Midway Gamesszel (ami négy nyitócímet is fejlesztett a rendszerre) szorosan együttműködve és a Dreamcast japán megjelenése utáni tíz hónapot kihasználva azon dolgozott, hogy biztosítsa a konzol sikeresebb egyesült államokbeli nyitányt, legalább 15 nyitócímmel. A Saturn korai megjelenése miatti elhúzódó keserűség ellenére Stolar sikeresen visszaállította a kapcsolatot a jelentősebb amerikai kiskereskedőkkel, akiknek a Sega 300 000 Dreamcast-egységet adott el előre. Ezek mellett a megjelenés előtti promóció keretében a vásárlóknak lehetősége volt arra, hogy annak szeptemberi megjelenése előtt kikölcsönözzék a rendszert a Hollywood Video üzleteiből. A Sega of America marketingért felelős vezető alelnöke, Peter Moore, aki maga is rajongója volt a korábban a Sega márkanévvel társított hozzáállásnak, alkotta meg az „It’s Thinking” 15 másodperces televíziós reklámokból álló kampányt, amik a Dreamcast hardveres erejét emelték ki. Moore szerint „Valami olyat kellett alkotnunk, ami valóban kíváncsivá teszi a fogyasztókat, ami némileg bocsánatot is kér a múltért, de minden olyan dolgot kivált, amiért mind imádjuk a Segát – elsősorban a Genesises időkből.” A Dreamcast 1999. szeptember 9-én jelent meg 199 dolláros áron, amit a Sega marketingje a „9/9/99 $199-ért” szlogennel látott el. 18 nyitócím volt elérhető a Dreamcastra az Egyesült Államokban, ebből 11 az első napon. Rekordszámú 225 132 Dreamcast-egységet adtak el az első 24 órában $98,4 millió bevételt termelve a Segának, amit Moore „a szórakoztatóipar történelmének legnagyobb 24 órájának” írt le. Két héten belül az amerikai Dreamcast eladások meghaladták az 500 000-es darabszámot. Karácsonyra a Sega az észak-amerikai videójáték-piaci részesedés 31 százalékát tudhatta magának. A rendszer legjobb nyitócímének tekintett Soul Calibur, egy játéktermi verekedős játék, melynek grafikáját feljavították a rendszerre, lett az első Dreamcast-szoftver, melyből több, mint egymillió példány kelt el. Egy másik jelentős nyitócím volt az NFL 2K című minőségi amerikaifutball-szimulátor, melyet a Sega tulajdonában álló Visual Concepts fejlesztett. November 4-én a Sega bejelentette, hogy több, mint egymillió konzolt adtak el. Visszatekintésében az IGN-es Travis Fahs kijelentette, hogy „a 9/9/99 egy olyan dátum, ami tovább fog élni … mivel elindította a gondosan hangszerelt felhajtás és várakozás trendjét, ami egy epikus nyitányban teljesült ki, melyhez hasonlót az iparág korábban még sosem láthatott.”
A Dreamcast európai megjelenésére 1999. október 14-én került sor 200 fontos áron. November 24-ig 400 000 konzolt adtak el Európában. 1999 karácsonyáig a Sega európai részlegének jelentései szerint 500 000 példányt adtak el, mellyel hat hónappal a tervezett ütemterv előtt járnak. A Sega Dreamcast európai promóciójának részeként a cég négy európai labdarúgócsapatot: az Arsenal FC-t (Anglia), az AS Saint-Étienne-t (Franciaország), a UC Sampdoriát (Olaszország) és a RC Deportivo de La Coruñát (Spanyolország) is szponzorált.

### Játékfejlesztés
A Dreamcast japán megjelenése előtt a Sega bejelentette a New Arcade Operation Machine Idea (NAOMI) játéktermi rendszerének megjelenését, leváltva ezzel az addig használt korábbi Model 3-t. A NAOMI számos hardveres hasonlóságot mutat a Dreamcasttal, habár kétszer annyi RAM-mal rendelkezik. A hasonlóság lehetőséget biztosított a játéktermi játékok otthoni konverziójára, melyek majdnem tökéletes másai az érmés verzióiknak. A Sega is kihasználta ezt és átportolta néhány saját játéktermi címét, így a F355 Challenge-et vagy a Crazy Taxit is. Utóbbit úgy tervezték, hogy áthidalja a szakadékot a játéktermi és a konzoljátékok között azzal, hogy további játékidővel jutalmazta az ügyesebb játékosokat. Ezek mellett több vezető japán játéktermi cég, többek között a Capcom is átportolta a NAOMI-ra fejlesztett játékait a Dreamcastra, így a Marvel vs. Capcom 2-t, a Power Stone-t vagy a Project Justice-t.
Az internetes játékok a SegaNet szolgáltatáson keresztül voltak támogatva, ami 2000 szeptemberében indult és olyan címek támogatták, mint a Phantasy Star Online vagy a Quake III Arena. A Sega megragadta az alkalmat arra is, hogy visszahozza a Genesis-korszak franchise-ait, téve azt többek között Ecco the Dolphin: Defender of the Future-rel. Külsős cégek, így az Acclaim Entertainment, az SNK, a Ubisoft, a Midway, az Activision, az Infogrames vagy a Capcom is támogatta a rendszert annak első évében. Az Electronic Arts volt az egyik jelentősebb fejlesztő, amely nem jelentett meg játékokat a Dreamcastra. Az EA-t bosszantotta a Sega modem feletti bizonytalansága, valamint a hardveres választása. A licencelési tárgyalások során Bing Gordon EA-vezető szerint „[a Sega] nem engedhette meg, hogy ugyanolyan licencet adjanak nekünk [az EA-nek], mint amilyenje az EA-nek már több, mint öt éven keresztül volt. Így az EA alapjában véve azt mondta, hogy »Nem lehettek sikeresek nélkülünk.« Erre a Sega azt mondta: »Dehogynem! Mi vagyunk a Sega!«” Stolar visszautasította Gordon vádaskodását, kijelentve, hogy „a Sega nem játszott kemény üzletpolitikát.” Stolar elmondta azt is, hogy Larry Probst EA-elnök „oda jött hozzám és azt mondta; »Bernie, támogatni fogjuk a Dreamcastot, de … Exklúzív jogokat akarunk, hogy mi legyünk az egyetlen sportmárka a Dreamcaston.«” Stolar nemrég tárgyalt a Sega képviseletében a Visual Concepts sportjáték-fejlesztő $10 milliós felvásárlásában, így azt mondta Probstnak, hogy „Visual Concepts sportcímeink és EA sportcímeink is lesznek”, amely ajánlatot Stolar elmondása szerint Probst visszautasította. A Sega of Japan felajánlotta, hogy csökkentik a jogdíjakat, melyeket az EA-nek fizetnie kellett volna a játékaik Dreamcaston való megjelentéséhez, azonban nem jutottak egyezségre. Ugyan a Dreamcastra az EA népszerű sportjátékai közül egy sem jelent meg, azonban az elsősorban a Visual Concepts által fejlesztett „Sega Sports”-játékok segítették betölteni ezt az űrt.
A „rendkívüli kreativitás rövid pillanataként” leírt momentum részeként 2000-ben a Sega átszervezte a játéktermi és konzol fejlesztőcsapatait kilenc félig-önálló stúdióvá, melyeket a cég legkiemelkedőbb tervezői vezették. A legjelentősebb stúdiók között volt a United Game Artists (vezetője Mizugucsi Tecuja, a Sega Rally Championship egykori producere), a Hitmaker (vezetője Ogucsi Hiszao , a Crazy Taxi kitalálója és későbbi Sega-elnök), a Smilebit (vezetője Arai Sun, számos korábbi Panzer Dragoon- és későbbi Yakuza-fejlesztő a Team Andromedából is a tagja). Az Overworks (vezetője Oba Norijusi, tagja számos Sega-franchise, így Sakura taiszen, a Shinobi és a Streets of Rage fejlesztői), a Sega AM2 (a Sega leghíresebb játéktermi stúdiója, a Sega Virtua Fighter verekedős játék sorozatának fejlesztői, vezetője a cég legismertebb fejlesztője Szuzuki Ju) és a Sonic Team (a Sega zászlóshajó-sorozatának, a Sonic the Hedgehognak a fejlesztői, vezetője Naka Júdzsi). Az amerikai partnerekkel, így például a Visual Conceptsszel – és az újonnan alapított francia No Clichével, ami többek között olyan címeket fejlesztett az európai piacra, mint a Toy Commander – egy kalap alá véve a Sega „az üzletág legtermékenyebb kiadójává vált.” Mindezek felett a Sega designcsapatait biztatták a kísérletezésre, így olyan címek születtek meg, mint a Rez (a szinesztézia szimulálására tett kísérlet egy rail shooter képében), a Typing of the Dead (a House of the Dead 2 újraalkotva gépelésoktatóvá), Seaman (egy állatszimulátor, melyben a játékosok egy mikrofon segítségével kommunikálhatnak egy Leonard Nimoy által megszólaltatott ronda emberszerű hallal), valamint a Shenmue (egy 16 részesre tervezett interaktív regény első része és egy kiemelkedő kísérlet egy játékbeli részletes város megalkotására, aminek fejlesztése becslések szerint $50 millióba vagy még többe került). A Sega belsős stúdiói 2003-tól kezdve összevonásra kerültek, Mizugucsi otthagyta a céget miután a United Game Artistst összevonták a Sonic Teammel.

### Versengés

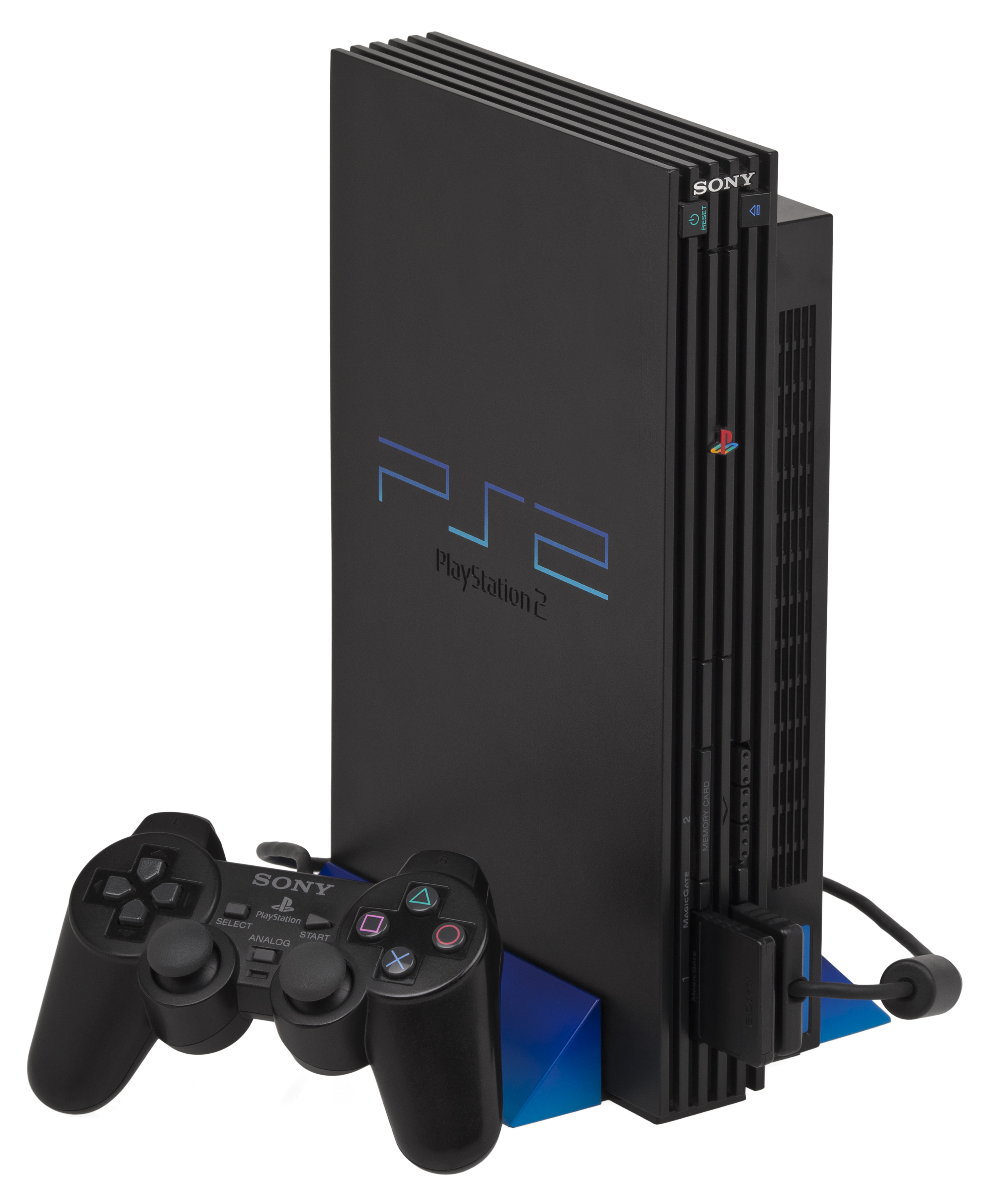
A PS2 kemény versengést nyújtott a Dreamcastnak

Bár a Dremcast nyitánya meglehetősen sikeres volt, azonban a Sony 1999 végén még mindig magának tudhatta a teljes videójáték-piaci részesedést a PlayStationnel. 1999. március 2-án egy beszámoló szerint egy „nagy nyilvánosságot kapó, vaporware-szerű bejelentés” során a Sony leleplezte a „következő generációs PlayStation” első részleteit, ami Kutaragi Ken állításai szerint egy ezerszer nagyobb sávszélességű grafikus processzort tartalmazott volna, mint a kortárs személyi számítógépek, valamint másodpercenkénti 6,2 gigafloppos lebegőpontos számítás teljesítménnyel rendelkezett volna, ami a legtöbb szuperszámítógéppel is vetekedett. A rendszer 16 millió poligont lett volna képes megrajzolni másodpercenként szemben a Dreamcast 3 milliójával, valamint a DVD-ROM formátumot használta volna, ami 8 gigabyte adatot tárolt volna a sima és 17 gigabyte-ot a duplarétegű lemezeken szemben az 1 gigabyte-tal, amit a Dreamcast GD-ROM formátuma tárolni tud. Mivel a rendszer a filmek, zenék és videójátékok lejátszása mellett az internetre is tud csatlakozni, ezért a Sony az otthoni szórakoztatás jövőjeként harangozta be azt. Olyan pletykák keltek napvilágra miszerint a PlayStation 2 egy rakéták irányítására is képes szuperszámítógép Toy Story minőségű grafikával, míg Kutaragi azzal magasztalta annak online képességeit, hogy az lehetőséget ad a felhasználóknak arra, hogy „rákapcsolódjanak a Mátrixra!” Ezek mellett a Sony azt is kihangsúlyozta, hogy a PlayStation 2 kompatibilis lesz több száz népszerű PlayStation-játékkal is. A Sony a közzétett specifikációinak hála látszólag hónapokkal a Dreamcast észak-amerikai megjelenése előtt elavulttá tette azt. Még ugyanebben az évben a Nintendo bejelentette, hogy a következő generációs konzolja teljesítményben hoz vagy felül is múl mindent a piacon, és a Microsoft is belekezdett a saját konzolja fejlesztésébe.
Egy marketingkampány részeként, mely a PS2 ellátási hiányait volt kihasználni, a Sega 2000 második felében lecsökkentette a Dreamcast árát US$199-ról US$149-ra. Ez a húzás segített az eladások 156,5%-os növekedésében a 2000. július 23. és 2000. szeptember 30. közötti időszakban, a Nintendo 64 elé helyezve a Segát ebben az időszakban, de ez sem teremtett elegendő eladási lendületet vagy jelentősebb piaci részesedést a PlayStation 2 Egyesült Államokbeli megjelenése előtt. 2000 októberéig a Sega mindössze 2,6 millió Dreamcast-konzolt adott el, jóval az ötmilliós szint alatt, melyet az elemzők annak a felhasználói bázisnak tekintettek, amely elég az új fejlesztők elcsábításához. Annak ellenére, hogy a Dreamcast 200 címére a PS2 akkoriban csak ötvenet tudott felmutatni, illetve, hogy jóval fejlesztőbarátabbnak tartották, mint a PS2-t, melyre úgy tartották, hogy nehéz programozni, azonban a kezdeti játékmegjelenések nem voltak olyan fontosak, mivel a PS2 potenciálja a Sony nagyon beharangozott grafikájának beteljesítésében rejlett. A Sega $163 milliós becsült veszteséget könyvelhetett el, ami már túl sok volt a játékok eladásaiból és a jogdíjakból való visszajövetelre, még annak ellenére is, hogy a Dreamcaston számos címből is több, mint egymillió példányt adtak el. A megfigyelők esélytelenebbnek tartották a Segát a Sonyval szemben.
A Sega tovább folytatta az agresszív árazási stratégiáit az internetes játékokkal kapcsolatban. Japánban a Dreamcast egy év ingyenes internettel volt csomagolva minden egyes konzol megvásárlásával. Az Egyesült Államokban a Sega 150 USA-dolláros pénzvisszatérítést biztosított azon Dreamcast vásárlóknak, akik két évre előfizettek a SegaNetre. 2000 végére bejelentették a Microsoft Xbox és a Nintendo GameCube 2001 negyedik negyedévében történő megjelenését. Jelentések szerint a Sega a Microsoft és a Nintendo bejelentésnek idejére már pénzszűkében volt, mindössze néhány magazin és televíziós reklámra volt pénze, nem tudott marketingsegítséget nyújtani az innovatív játékoknak és nem tudott fizetni a külsős cégeknek, hogy exklúzív tartalmakat vagy játékokat készítsenek a Dreamcastra. Az eladások csökkenésével egyre több fejlesztő kezdett alábbhagyni a Dreamcastra való fejlesztéssel a többi konzol javára. Végül a Sony és a Nintendo az egyesült államokbeli videójáték-piac 50, illetve 35 százalékát tartotta kezében szemben a Sega mindössze 15 százalékával.

### Hanyatlás
Az erős észak-amerikai és európai eladások ellenére a szegényes japán nyitány miatt a Sega végül US$412 millió nettó veszteséget könyvelhetett el 2000 márciusában véget ért negyedévben – kétszer akkora veszteséget, mint amire a Sega kezdetben számított. A Sega 2000. szeptember 30-án bezáró hat hónapban JP¥17,98 milliárd veszteséggel, és JP¥42,88 milliárd éves veszteséggel zárt, ezzel a Sega már három egymást követő évben veszteséggel zárt. Ezen veszteségek jelentős mértékben hozzájárultak a konzol gyártásának leállításához, és a Sega éves veszteségekkel zárt egészen 2003 októberéig, amikor is sikerült profitot termelniük. Bellfield szerint „Jó volt a tartalom. Jó volt a marketing. A termék jól volt megtervezve. A hálózat képességek filozófiája is jó volt. A csapat jó volt. A partnereink jók voltak. De nem volt meg a költségvetésünk arra, hogy bizalmat építsünk a márkával a vetélytársaink szemében, akikkel versengtünk volna. Nekem ez volt a Dreamcast Achilles sarka.” Bellfield azt is hozzáfűzte, hogy ugyan az internet 1999-ben már növekedett, azonban még mindig gyerekcipőben járt, így a Segának a hagyományos televíziós és a nyomtatott médiára kellett támaszkodnia.
A Dreamcast megjelenése után Irimadzsirit Sega vezérigazgatói pozíciójában a Sega anyacégének, a CSK Holdings Corporationnek elnöke, Okava Iszao, és az egykori Sega-vezérigazgató Nakajama Hajao váltotta, aki a korábbi konzoljai során is vezényelte a Segát, de hátralépett, hogy a játéktermi játékokra összpontosíthasson, és a Segát is teljesen otthagyta. Nakajamával és Irimadzsirival ellentétben Okava nem volt annyira érdekelt a Sega otthoni konzoljainak hardverében, mint elődei. Kalinske szerint „Okava azt mondta [Nakajamának], hogy szálljon ki a hardverpiacról; legyenek szoftvercégek; nem éri meg a hardvercsatában küzdeni. Már a kezdetektől fogva ezt mondta.” Stolar azt is állította, hogy nehézségei voltak az Okavával való közös munkával, megjegyezve, hogy „Kapcsolatban álltam Nakajamával és Irimadzsirivel is, ami az elképzelések állandó megértése volt. Egyszerűen nem éreztem azt, hogy ez Mr. Okavával is meg lett volna.” A fejlesztés alatt egyszer Stolar azt javasolta a Segának, hogy el kellene adni a céget a Microsoftnak, akik a Segával együttműködve készítették el a rendszer operációs rendszerét. Mindazonáltal Stolart a Dreamcast megjelenése után nem sokkal eltávolították a pozíciójából, Peter Moore váltotta, aki a Sega marketingrészlegének akkori feje volt.
Moore, akit a Sega of America elnökének és operatív igazgatójának neveztek ki, elsősorban a Sega korlátozott pénzügyi forrásai miatt hozta meg a Dreamcast leállításának nehéz döntését, a pénzhiány kezdetben szakadást váltott ki a cég japán és amerikai vezetése között. 2001. január 31-én a Sega bejelentette, hogy a Dreamcast gyártásával még azon év március 30-ig leállnak. A bejelentést egy újabb árcsökkenés kísért, mellyel US$99,95-ra szállították le a Dreamcast árát, hogy ezzel felszámolják a fennmaradt konzolkészletet. Azt is bejelentették, hogy a Sega kilép a videójátékhardver-gyártók köréből, és „platform agnosztikus külső kiadó”-vá szerveződnek át, kizárólag szoftverekkel foglalkozva. Moore bejelentése szerint „A videójáték-gazdaság változik, és egyre nehezebb és nehezebb nyereségessé válni a hardverüzletben.” Annak ellenére, hogy a Dreamcast gyártásával 2001 elején hivatalosan is leállították, azonban a kereskedelmi játékok fejlesztése és megjelenése továbbra sem állt le, főleg Japánban nem. Az Egyesült Államokban a játékok forgalmazása 2002 első felének végéig tartottak.
Összességében a becslések szerint Dreamcastból élettartama alatt világszerte megközelítőleg 10,6 millió példányt adtak el. Annak ellenére, hogy a Dreamcast gyártásával 2001-ben leálltak a japán játéktermi fejlesztők továbbra is átportolták a játékaikat a konzolra, annak könnyű volta miatt, tekintettel a konzol és a NAOMI hardveres hasonlósági miatti. Az utolsó cím ami jelentősebb médiafigyelmet kapott a 2007-ben megjelent Last Hope. 2014-ben a konzol a számos független MIL-CD kiadásnak köszönhetően még támogatva volt.

## Technikai specifikációk

### Hardver

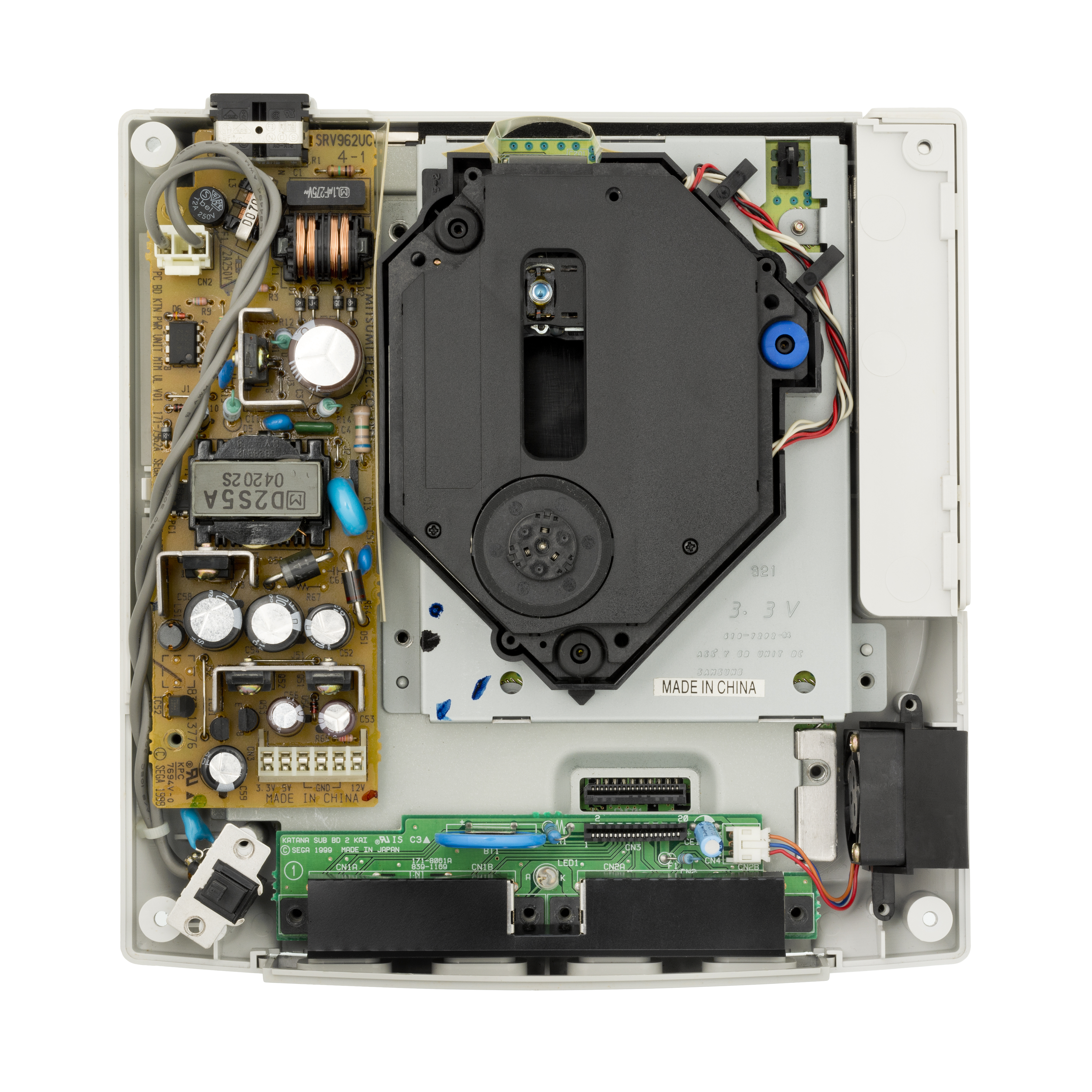
Egy Dreamcast konzol belülről az optikai meghajtóval, a tápegységgel, a kontrollerbemenetekkel és a hűtőventilátorral

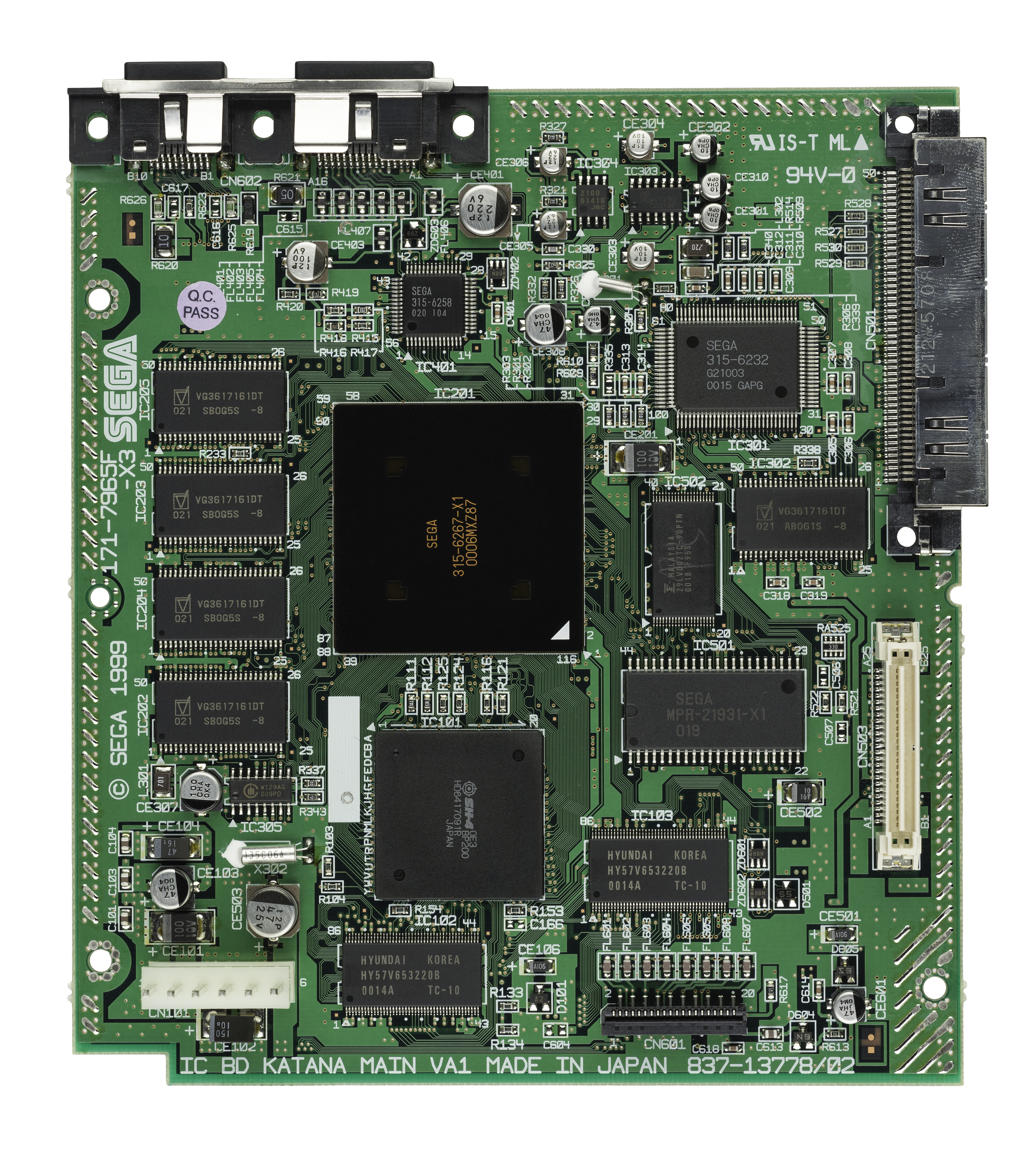
Egy Dreamcast konzol alaplapja

A Dreamcast méretileg 190 × 195,8 × 75,5 mm (7,48 × 7,71 × 2,97 in) és 1,5 kg (3,3 lb) súlyú. A Dreamcast fő CPU-ja egy 32 bites, 200 MHz-en ketyegő Hitachi SH-4 RISC egy 128 bites vektorgrafikus motorral, aminek használatával 360 MIPS és 1,4 GFLOPS teljesítmény érhető el. A grafikai hardver egy NEC PowerVR2 CLX2 lapkakészlet, ami csúcsteljesítményében több, mint 3 millió poligont képes megrajzolni másodpercenként és támogatja a trilineáris szűrést. A támogatott grafikai hardveres effektek között van a Gouraud-árnyalás, a z-buffering, a spatial anti-aliasing, a pixelenkénti átlátszóság-válogatás (más néven sorrendtől független átlátszóság) és a bump mapping. A rendszer megközelítőleg 16,77 millió színű színkimenetet támogat és a képet váltott-soros vagy progresszív letapogatás mellett 640 × 480-as videofelbontásban jeleníti meg. A hangért egy Yamaha AICA hangprocesszor a felelős, mely egy 32 bites, 45 MHz-en ketyegő ARM7 RISC CPU. A Dreamcast 16 MB fő memóriával rendelkezik, valamint további 8 MB memóriával a grafikai textúrákért, illetve 2 MB memóriával a hangokért. A rendszer a lemezeket egy 12× sebességű Yamaha GD-ROM-meghajtó segítségével olvassa, mely állandó szögsebességű módban képes a legnagyobb sebessége elérésére. A Windows CE-n felül a Dreamcast több Sega és egyéb köztes API-t támogat. A legtöbb régióban a Dreamcast egy eltávolítható modemmel is fel volt szerelve az internetes kapcsolathoz. Az eredeti japán és az összes PAL-modell 33,6 kbit/s-es átviteli sebességű, míg Japánban és az Egyesült Államokban 1999. szeptember 9. után árusított konzolokban egy 56 kbit/s-es modem van.

### Modellek

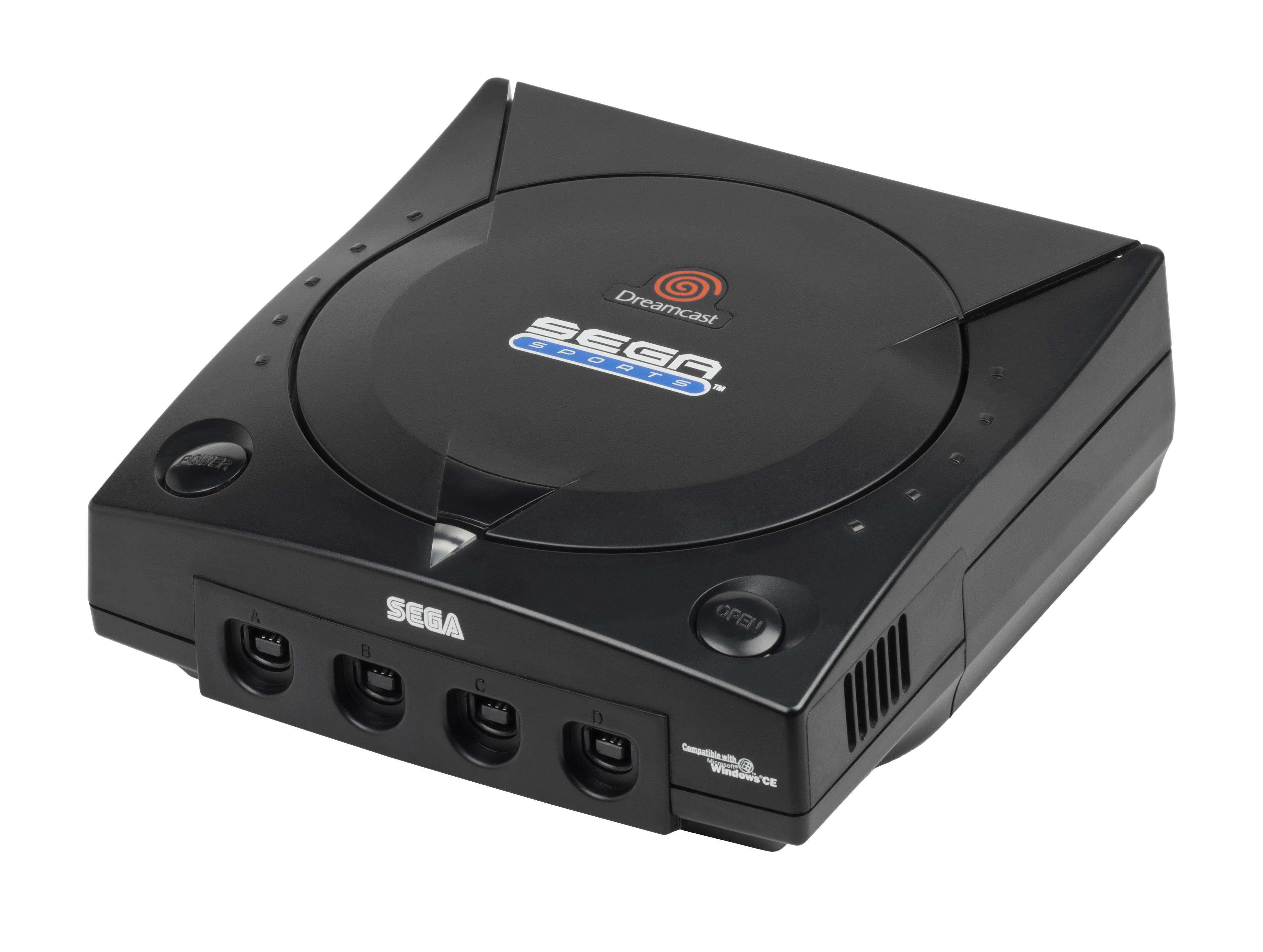
Egy korlátozott példányszámú „Sega Sports” modell

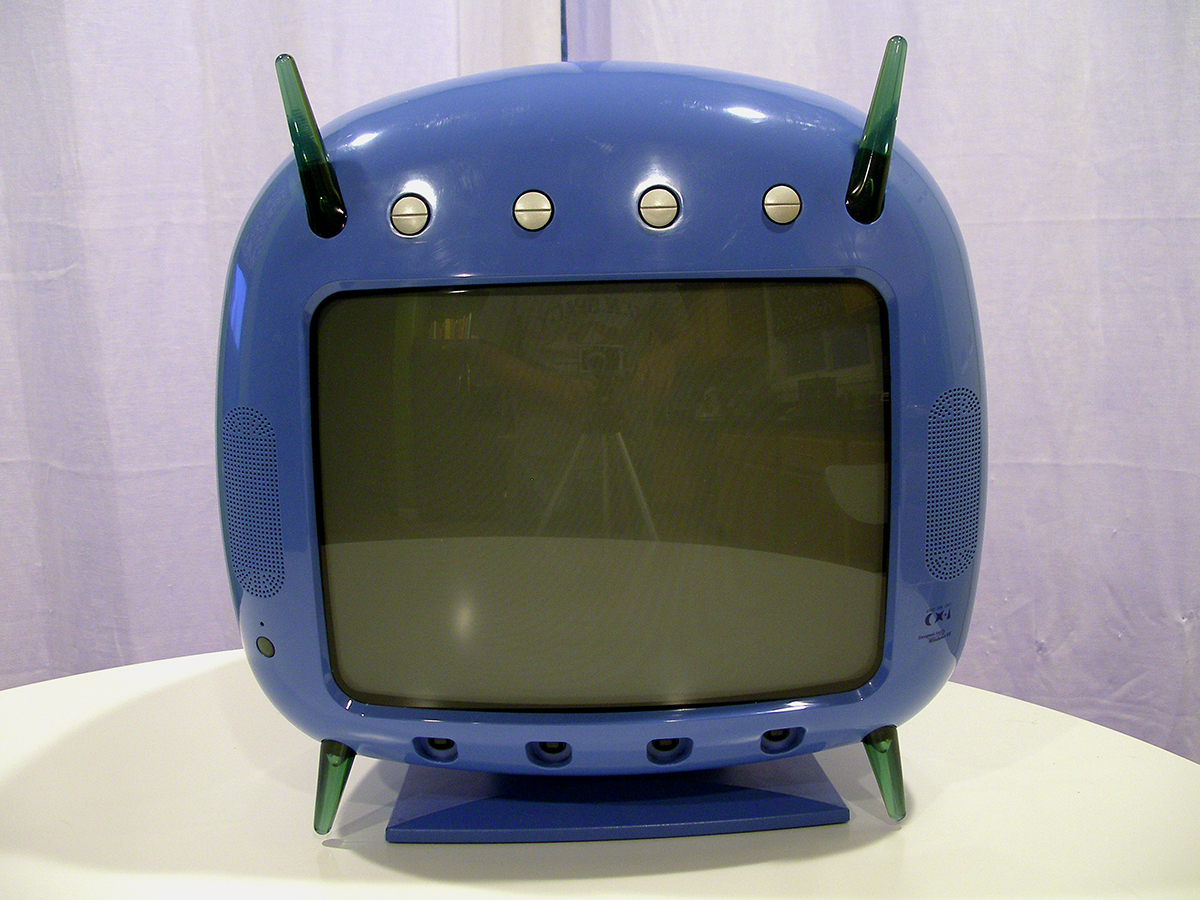
A Divers 2000 CX–1 a Dreamcast egy különleges kiadása, mely egy beépített televíziót is tartalmaz

A Dreamcastot több változatban is kínálta a Sega, bár a legtöbb variáció Japán-exklúzív volt. Az R7 modellre, ami egy különleges felújított, fekete házú Dreamcast egység, amit eredetileg hálózati konzolként használtak a japán pacsinko szalonokban, megjegyezték, hogy külseje hasonlít a Mega Drive-éra. Egy másik egyedi modell, a Divers 2000 CX–1 Sonic fejéhez hasonló alakú és egy beépített televíziót, valamint egy telekonferencia-szoftvert is tartalmaz. A 2000 legyártott egységre korlátozott Hello Kitty-verziót elsősorban a japán női játékosoknak szánták. Különleges kiadást kapott a Seaman, valamint kettőt is a Resident Evil Code: Veronica. Japánban számos színvariáns is elérhető volt a Dreamcast Direct szolgáltatáson keresztül. Japánban a Toyota is kínált egy speciális Dreamcast-kiadást a 160 márkaszalonjában. Észak-amerikában egy korlátozott kiadású, fekete Dreamcast is megjelent, melyen lemezfedélen a Dreamcast-logó alatt ott van a Sega Sports logója is, de Sega Sports márkájú fekete kontrollerek és két játék is a csomag részét képezte. Treamcast néven egy kínai, nem hivatalos, hordozható változat is megjelent a rendszerből.

### Kiegészítők

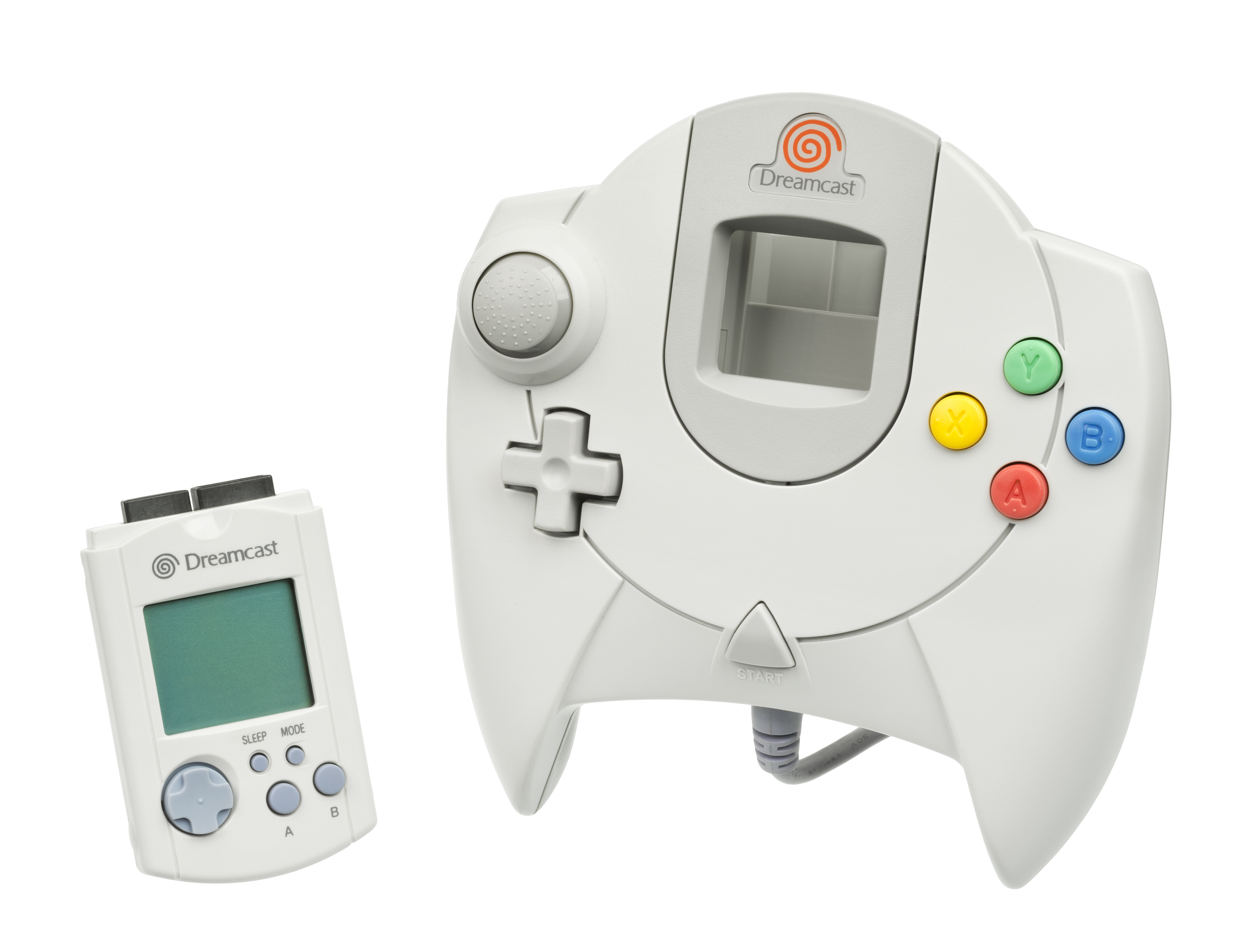
A Dreamcast kontrolleren két dokkoló csatlakozó van különböző kiegészítők, így például a VMU számára

A Dreamcast kontrollerén egy analóg kar és digitális iránygombok, valamint négy akciógomb és két analóg ravasz is van. A rendszeren magán ugyan négy kontrollerbemenet van, azonban csak egy irányítót csomagoltak a konzolhoz. Számos külsős cégtől származó kontroller, így például az egyik Mad Catz cég által gyártotton is több kiegészítő funkció, így további gombok segítették a játékost a különböző stílusú videójátékokban. A külsős cégek játéktermi stílusú joystickeket is gyártottak a verekedős játékokhoz, mint például az Interact Alloy Arcade Stickje. A versenyjátékokhoz kormánykerék-kontrollereket is gyártottak az olyan cégek, mint a Mad Catz vagy az Agetec. Maga a Sega ugyan nem volt hajlandó fénypisztolyt megjelentetni, még annak ellenére sem, hogy korábban a Menacer képében a Sega Genesishez piacra dobott egy ilyen kiegészítőt, de a külsős fejlesztők, így többek között az Interact is jelentett meg ilyent. A Dreamcasthoz egy „horgászós kontroller” is megjelent külön a horgászós játékokhoz, de egy billentyűzet is a szövegbevitelhez. Különböző, a kontrollerekbe illeszthető csomagokat is gyártottak, mint például a Sega „Jump Pack”-je vagy a Performance „Tremor Pack”-je, melyek erővisszacsatolást biztosítottak.
A Dreamcast memória tárolását a VMU-val biztosították, ami az adattárolás mellett egy kis LCD-képernyőt is biztosított a mini-játékok vagy a játékinformációk megjelenítésére. Számos külsős kártya is elérhető volt az adattárolásra, némelyek kizárólag adatot tároltak, míg másokban az LCD-képernyő kiegészítés is szerepelt. Egy másik tervezett kiegészítő volt a Dreamcast adattárolására az Iomega által gyártott Zip-meghajtó, ami legfeljebb 100 MB adatot lett volna képes tárolni cserélhető lemezeken. A Zip-meghajtó azonban végül sosem került a boltok polcaira.
A képet a konzol több kiegészítővel is képes volt megjeleníteni. Maga a rendszer A/V-kábelekkel volt csomagolva, amire akkoriban a videó- és audiokapcsolat szabványaként tekintettek. A Sega és számos külsős cég is kínált RF modulátor-csatlakozókat, valamint S-Video-kábeleket. A Dreamcast egyik alternatív videomegjelenítési formája volt a VGA-átalakító, amely segítségével a Dreamcast-játékok 480p-s felbontás mellett számítógépes monitorokon vagy EDTV-ken is játszhatóak voltak.

### Internet
A Dreamcast volt az első videójáték-konzol, mely beépített modemmel rendelkezett az internetkapcsolat és az online játék számára. A Dreamcast az európai verziók 33,6 kbit/s-es modemei vagy a japán és az észak-amerikai változatokban szereplő 56 kbit/s-es modemek segítségével képes volt csatlakozni az internetre a SegaNeten (Európában Dreamarena néven volt ismert), egy internetszolgáltatón keresztül. A szolgáltatás lehetőséget biztosított a játékok online játszására, e-mailek küldésére és az internet böngészésére. Észak-Amerikában a 2000. szeptember 7-én bejelentett szolgáltatás havidíja US$21,95 volt, és akik legalább 18 hónap hűségszerződést aláírtak, azok 149 USA-dolláros visszatérítést kaptak egy Dreamcast-konzol árából, valamint egy új Dreamcast-billentyűzet is a jutalmuk volt. Hasonlóképp a Sega egy év ingyenes internetet biztosított minden egyes Dreamcast-konzol megvásárlásával Japánban. Okava hitt abban, hogy a Sega jövője szorosan kapcsolódik az online játékokhoz és megbízta a Sonic Teamet, hogy készítsenek el egy játékot, amely alátámasztja ezek értékét. Ez lett a Phantasy Star Online.

## Játékok

A Sonic Adventure egy kiemelt Dreamcast-cím volt, mivel ez volt az első teljesen 3D platformjáték a Sonic the Hedgehog sorozatban

A külsős cégek támogatását nehéznek bizonyult megszerezni a Sega Saturn bukása és a PlayStationön való játékmegjelentetés jövedelmező volta miatt. A Namco Soul Caliburja például a Soul akkori viszonylagos népszerűtlensége miatt jelent meg Dreamcastra; a Namco jóval sikeresebb Tekken franchise-a viszont a PlayStation-konzollal és a PlayStation-alapú játéktermi gépekkel volt asszociálva. Az online kapcsolat is elérhető volt a Dreamcast-címeknek, de a Sega csak lassacskán jelentette meg a SegaNetet a felhasználóknak és a modem sebessége is lassúnak számított. A Sega a NAOMI játéktermi gépéről való konverziókat is a Dreamcast játéktárában tudhatta, amihez kapcsolódóan Damien McFerran a Retro Gamertől azt nyilatkozta a Crazy Taxi NAOMI- és Dreamcast-címről, hogy „A Crazy Taxi játéktermekben való játszása soráni izgalom, jól tudva, hogy egy pixelre tökéletes konverzió (és nem csak valami lebutított port) fog érkezni a Dreamcastra az egy olyan élmény, melyet nem túl valószínű, hogy a játékos valaha még egyszer is megtapasztalhatnának.”
Számos Dreamcast-játékra tekintenek különösképp befolyásosnak a videójáték-iparra. A 2,5 millió példányban elkelt Sonic Adventure volt az első teljesen 3D platformjáték a Sonic the Hedgehog sorozatban és az első platformjáték, amelyben több történeti nézőpont szerepelt, nézőpontonkénti eltérő játékmenettel. Az NFL 2K1 volt az első amerikaifutball-játék, melyben lehetőség volt az internetes játékra. A Phantasy Star Online-ra, az első konzolos MMORPG-re, a generáció egyik legjelentősebb, legbefolyásosabb játékaként tekintenek. A Jet Set Radio népszerűvé tette a cel-shaded grafikát. A Shenmue-ra a 3D nyitott világú játékmenet egyik jelentős mérföldköveként tekintenek, bevezette a quick time event mechanizmus modern formáját, és széles körben a valaha készített egyik legjobb és legbefolyásosabb játékként tekintenek rá. A Virtua Tennisként a műfajának új szintjeként tekintettek.
2000 januárjában, három hónappal a rendszer észak-amerikai megjelenése után az Electronic Gaming Monthly szaklap dicsérte a konzol játéktárát, megjegyezve, hogy „…olyan tripla A cuccokkal körülvéve, mint a Soul Calibur, az NBA 2K és nemsokára a Crazy Taxi, úgy gondoljuk, hogy boldog lehetsz, hogy meghoztad a 128 bites ugrást.” A PC Magazine visszatekintésében a Dreamcast játékaira „gyilkos felhozatal”-ként hivatkoznak, valamint kiemelték, hogy a Sega kreatív befolyásának és vizuális innovációjának csúcsa a rendszer élettartama alatt volt. Az Edge írói egyetértettek ezzel a Dreamcast eredeti játékaival, valamint a Sega játéktermi konverzióival kapcsolatban, megjegyezve, hogy a rendszer hozta el „az első játékokat, amiket érdemben a játéktermi párjuk tökéletes másaként lehet leírni.” Blake Snow, a GamePro írója a konzol játéktárat „sokat ünnepelt”-ként jellemezte. Steven L. Kent író szerint „A Sonic Adventure-től és a Shenmue-tól kezdve a Space Channel 5-ig és a Seamanig a Dreamcast csak bizonyított és bizonyított és bizonyított.”

## Fogadtatás és utóélet
1999 decemberében a Next Generation négy csillaggal jutalmazta a Dreamcastot az ötből és megjegyezték, hogy „Ha a jelenleg elérhető legerősebb rendszert akarod, mely a legjobb grafikát mutatja be elfogadható áron, akkor ezt a rendszert neked találták ki.” Viszont a Next Generation ugyanabban a cikkben 3 csillagra értékelte az ötből a Dreamcast jövőbeni életútját, kiemelve, hogy a Sony jobb hardverterméket fog megjelentetni a jövőben, és a Nintendo is ezt ígérte a GameCube képében. 2000 elején az Electronic Gaming Monthly öt írója 8,5, 8,5, 8,5, 8,0 és 9,0/10 pontra értékelte a Dreamcastot. 2001-ben az Electronic Gaming Monthly írói 9,0, 9,0, 9,0, 9,0 és 9,5/10-es pontokat adtak. A BusinessWeek az 1999-es év egyik legjobb termékeként tekintett a Dreamcastra.
Az IGN minden idők nyolcadik legjobb videójáték-konzoljának kiáltotta ki a Dreamcastot, dicsérve azt annak innovációiért és szoftvereiért. Az IGN szerint „A Dreamcast volt az első konzol beépített modemmel az online játékhoz, s bár ugyan a hálózatból hiányzott utódai fénye és kifinomultsága, azonban mégis ez volt az első alkalom, hogy a felhasználók zökkenőmentesen bekacsolhatták [a konzoljukat] és játszhattak a többi játékossal szerte a világban.” Az Edge az elmúlt 20 év tizedik legjobb konzoljának nevezte a Dreamcastot, kiemelve annak a konzolos videójátékozáshoz adott innovációit, köztük a játék közbeni hangcsevegést, a letölthető tartalmakat vagy a VMU-kon keresztüli második képernyő technológiát. Az Edge stábja a Dreamcast gyenge teljesítményét a következőképp magyarázta: „A Sega konzolja kétséget kizáróan megelőzte korát, és ezért megszenvedett a kasszáknál… de a befolyása még máig is érezhető.” A PC Magazine minden idők legjobb konzoljának kiáltotta ki a Dreamcastot, kihansúlyozva, hogy a rendszer „túl hamar eltűnt”. Steven L. Kent író visszatekintésében kijelentette, hogy „a SEGA jobban támogatta a Dreamcastot, mint ahogy bármely más cég valaha is támogatott volna bármely konzolt.” A 1UP.comos Jeremy Parish véleménye szerint „Amikor a Dramcast kimúlt azzal vele halt azon koncepció, mely szerint a videójátékok a keménymag kizárólagos területe.”
Üzleti szemszögből nézze David Rosen, a Sega egykori elnöke elmondása szerint már a Dreamcast megjelenés előtt is szorgalmazta, hogy a Sega külsős kiadó legyen és hagyjon fel a hardverrel, ám a Sega úgy érezte, hogy előnnyel indulnak a Dreamcast fejlesztésével, hogy így bennmaradhassanak a hardverpiacon. Blake Snow a GamePro hasábjain megjegyezte, hogy a Dreamcast bukása a Sega akkori rossz hírneve miatt történt, s kimondta, hogy „Az annyira imádott konzol évekkel a vetélytársak előtt jelent meg, ám végül küszködött a Saturn-, a Sega 32X- és a Sega CD-napokból felgyülemlett negatív fogadtatás lerázásával. Ennek eredményeképp a hétvégi játékosok és az elcsigázott külsős fejlesztők kételkedtek abban, hogy a Sega le tud bármit is tenni az asztalra.”
Már 2000 márciusában és a konzol gyártásának leállításától több pletyka is felmerült miszerint a Sega a „Dreamcast 2”-n munkálkodik, amit a Sega minduntalan visszautasított. A Microsoft Xbox-át, azonban többen is a Dreamcast „szellemi utódjaként” írták le, és olyan Dreamcast-játék folytatások jelentek meg rá, mint a Shenmue 2, a Jet Set Radio Future, a Crazy Taxi 3, a The House of the Dead 3, a Sega GT 2002 vagy a Project Gotham Racing, amire gyakran a Metropolis Street Racer szellemi utódjaként tekintenek. Ezek mellett a Ninja Gaiden népszerű Xbox-játék fejlesztését is eredetileg Dreamcastra kezdték meg. A Dreamcast és az Xbox 360 közötti hasonlóságokra is felfigyeltek. A Microsoft a Segával közösen fejlesztette a DirectX-alapú Windows CE egyedi Dreamcast-portját a Sega saját operációs rendszere és fejlesztő könyvtárai alternatívájaként, melyet a konzol számos címe alkalmazott is.
2010. június 10-én az E3-on bejelentette a Sega, hogy a Dreamcast-címek nemsokára elérhetőek lesznek az Xbox Live Arcade és a PlayStation Network szolgáltatásokon. Az első két megjelent cím a Sonic Adventure és a Crazy Taxi volt, melyeket a Sega Bass Fishing és a Space Channel 5 Part 2 követett.

## Fordítás
Ez a szócikk részben vagy egészben  a   Dreamcast című angol Wikipédia-szócikk ezen változatának fordításán alapul.  Az eredeti cikk szerkesztőit annak laptörténete sorolja fel. Ez a jelzés csupán a megfogalmazás eredetét és a szerzői jogokat jelzi, nem szolgál a cikkben szereplő információk forrásmegjelöléseként.